# Acuerdo de confidencialidad

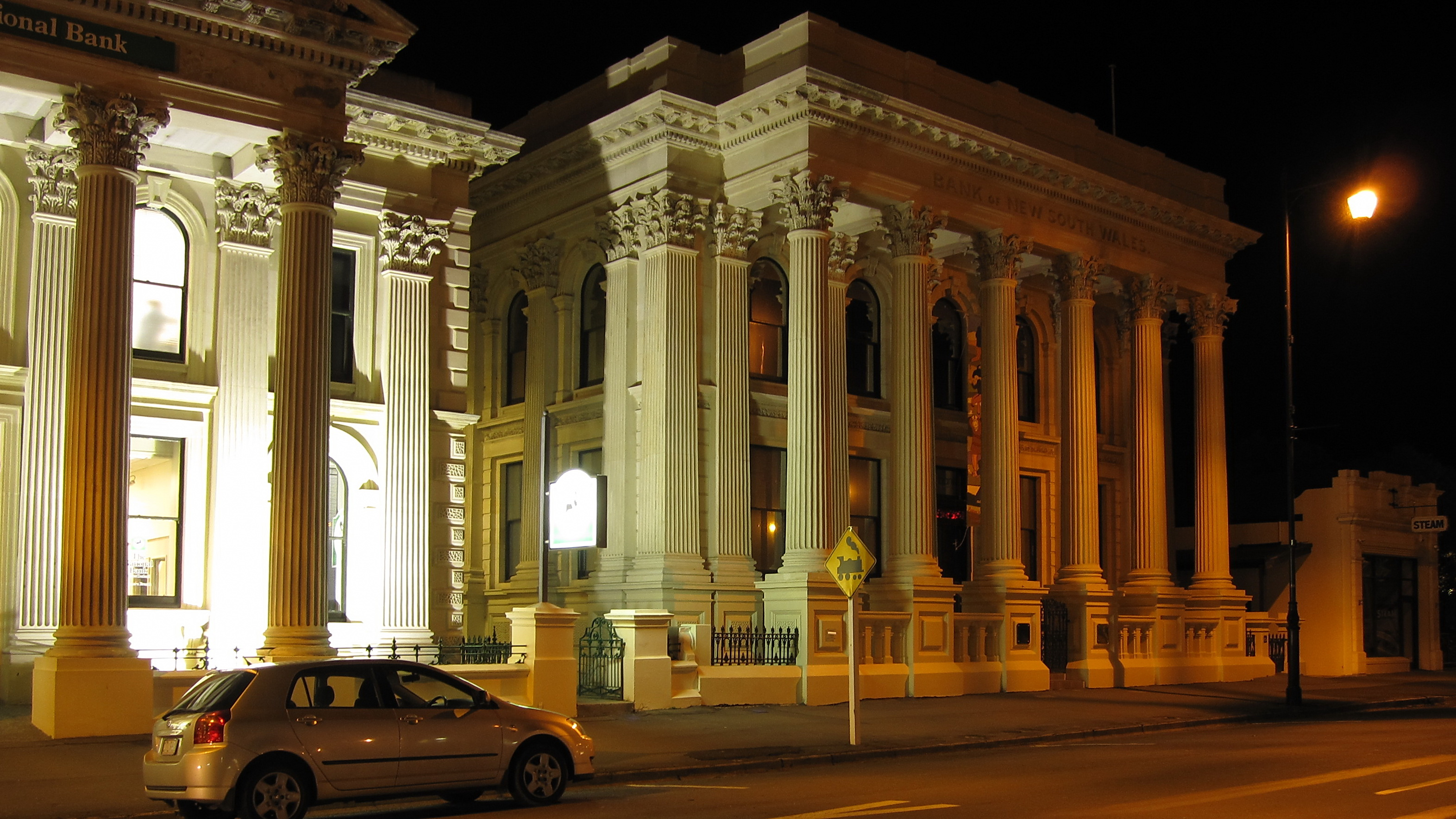
Algunas instituciones bancarias.

Un acuerdo de confidencialidad (ADC), acuerdo de no divulgación (en inglés non-disclosure agreement o NDA), también referidos como contratos o convenios de confidencialidad, es un contrato legal entre al menos dos entidades para compartir material confidencial o conocimiento para ciertos propósitos, pero restringiendo su uso público. De manera más formal, estos textos se pueden titular también como Acuerdo de confidencialidad y no divulgación. Un ADC crea una relación confidencial entre los participantes para proteger cualquier secreto comercial. Por tanto, un ADC puede proteger información de una empresa privada.
Los ADC se firman habitualmente cuando dos empresas o individuos acuerdan alguna relación comercial y necesitan entender los procesos usados en la otra compañía con el propósito de evaluar el interés de dicha relación. Los acuerdos de confidencialidad pueden ser mutuos, de modo que las dos partes tienen restricciones de uso de la información proporcionada, o pueden afectar sólo a una de las partes.
También es común que un empleado firme un acuerdo de confidencialidad o acuerdo similar en el momento de su contratación. Son muy comunes en el campo de las tecnologías de la información.

## Características
Algunas características comunes contempladas en un acuerdo de confidencialidad son:
- Las partes afectadas,
- El objeto del acuerdo: generalmente hay cláusulas de confidencialidad y de no elusión mutua relativas a las posibilidades de negocio.
- La definición de información confidencial,
- Las excepciones a que debe ser confidencial.
- Tiempo durante el cual se debe mantener la confidencialidad y el acuerdo de no eludir el uno al otro.
- Tiempo durante el cual el acuerdo se establece.

## Tipos generales
Un acuerdo de confidencialidad (NDA) puede clasificarse como unilateral, bilateral o multilateral.

### Unilateral
Una NDA unilateral (a veces denominada NDA unidireccional) involucra a dos partes en las que solo una parte (es decir, la parte reveladora) anticipa revelar cierta información a la otra parte (es decir, la parte receptora) y requiere que la información esté protegida por otra divulgación por alguna razón (por ejemplo, mantener el secreto necesario para satisfacer las leyes de patentes o protección legal para secretos comerciales, limitando la divulgación de información antes de emitir un comunicado de prensa para un anuncio importante, o simplemente asegurando que una parte receptora no use o divulgue información sin compensar a la parte divulgadora).

### Bilateral
Una NDA bilateral (a veces denominada NDA mutua o NDA bidireccional) involucra a dos partes en las que ambas anticipan divulgar información entre sí que cada una tiene la intención de proteger de una divulgación adicional. Este tipo de NDA es común cuando las empresas están considerando algún tipo de empresa conjunta o fusión.
Cuando se les presenta una NDA unilateral, algunas partes pueden insistir en una NDA bilateral, a pesar de que anticipan que solo una de las partes revelará información bajo la NDA. Este enfoque tiene la intención de incentivar al redactor a hacer que las disposiciones de la NDA sean más "justas y equilibradas" mediante la introducción de la posibilidad de que una parte receptora pueda convertirse más tarde en una parte reveladora o viceversa, lo cual no es un hecho completamente inusual.

### Multilateral
Un acuerdo de confidencialidad multilateral involucra a tres o más partes donde al menos una de las partes anticipa revelar información a las otras partes y requiere que la información esté protegida contra revelaciones adicionales. Este tipo de NDA elimina la necesidad de separar NDA unilaterales o bilaterales entre solo dos partes. Por ejemplo, un único acuerdo de confidencialidad multipartidista suscrito por tres partes, cada una con la intención de divulgar información a las otras dos partes, podría utilizarse en lugar de tres acuerdos de confidencialidad bilaterales bilaterales separados entre el primero y el segundo, el segundo y el tercero, y el tercero y el primero.
Una NDA multilateral puede ser ventajosa porque las partes involucradas revisan, ejecutan e implementan solo un acuerdo. Sin embargo, esta ventaja se puede compensar con negociaciones más complejas que pueden ser necesarias para que las partes involucradas lleguen a un consenso unánime sobre un acuerdo multilateral.

## Contenido
Un acuerdo de confidencialidad puede proteger cualquier tipo de información que generalmente no se conoce. Sin embargo, los acuerdos de confidencialidad también pueden contener cláusulas que protegerán a la persona que recibe la información, de modo que si la obtienen legalmente a través de otras fuentes, no estarán obligados a mantener la información en secreto. En otras palabras, el acuerdo de confidencialidad generalmente solo requiere que la parte receptora mantenga la información confidencial cuando dicha información ha sido suministrada directamente por la parte reveladora. Sin embargo, a veces es más fácil lograr que una parte receptora firme un acuerdo simple que sea más corto, menos complejo y que no contenga disposiciones de seguridad que protejan al receptor. [cita requerida]
Algunos problemas comunes abordados en un NDA incluyen:
- El resumen de las partes en el acuerdo;

- La definición de lo que es confidencial, es decir, la información que se mantendrá confidencial.  Los NDA modernos generalmente incluirán una  lista de lavandería de los tipos de artículos que están cubiertos, incluyendo información no publicada solicitud de patente, know-how, esquema,  finanzas, representaciones verbales, listas de clientes, listas de proveedores, prácticas / estrategias comerciales, etc.

- El período de divulgación: la información no divulgada durante el período de divulgación (por ejemplo, un año después de la fecha de la NDA) no se considera confidencial;

- Las exclusiones de lo que debe mantenerse confidencial. Por lo general, las restricciones sobre la divulgación o el uso de los datos confidenciales no serán válidas si

- - El destinatario tenía conocimiento previo de los materiales;

- - El destinatario obtuvo un conocimiento posterior de los materiales de otra fuente;

- - Los materiales están generalmente disponibles al público; o

- Los materiales están sujetos a una citación, aunque muchos profesionales consideran ese hecho como una categoría de divulgación permisible, no como una exclusión categórica de la confidencialidad (porque las disposiciones de secreto ordenadas por el tribunal pueden aplicarse incluso en caso de una citación) . [cita requerida] En cualquier caso, es más probable que una citación anule un contrato de cualquier tipo;

- Disposiciones que restringen la transferencia de datos en violación de las leyes que rigen el control de exportaciones y seguridad nacional;

- El término y condiciones (en años) de la confidencialidad, es decir, el período de tiempo de confidencialidad;

- El plazo (en años) el acuerdo es vinculante;

- permiso para obtener  medida cautelar ex parte;

- La descripción de las acciones debe hacerse con los materiales confidenciales al finalizar el acuerdo;

- Las obligaciones del destinatario con respecto a la información confidencial, que generalmente incluye alguna versión de obligaciones:

- - Utilizar la información solo para fines enumerados;

- - Para divulgarlo solo a personas que necesiten conocer la información para esos fines;

- - Utilizar los esfuerzos apropiados (no menos que los esfuerzos razonables) para mantener la información segura. Los esfuerzos razonables a menudo se definen como un estándar de atención relacionado con la información confidencial que no es menos rigurosa que la que utiliza el destinatario para mantener segura su propia información similar; y

- - Para garantizar que cualquier persona a quien se divulgue la información cumpla más con las obligaciones que restringen el uso, restringen la divulgación y garantizan la seguridad al menos tan protectora como el acuerdo; y

- Tipos de divulgación permitidos, como los requeridos por ley o orden judicial (muchas NDA requieren que la parte receptora notifique de inmediato a la parte divulgadora sobre cualquier esfuerzo para obtener dicha divulgación, y posiblemente cooperar con cualquier intento de la parte reveladora de buscar protección judicial para la información confidencial relevante).

- La ley y jurisdicción que rige a las partes. Las partes pueden elegir la jurisdicción exclusiva de un tribunal de un país.

## Modo de operación en distintos países

### Australia
Las escrituras de confidencialidad y fidelidad (también denominadas escrituras de confidencialidad o escrituras de confidencialidad) se usan comúnmente en Australia. Estos documentos generalmente tienen el mismo propósito y contienen disposiciones similares a los acuerdos de confidencialidad (NDA) utilizados en otros lugares. Sin embargo, estos documentos se tratan legalmente como escritura sy, por lo tanto, son vinculantes, a diferencia de contrato s, sin consideración.

### Estados Unidos

#### California
En California, (y algunos otros  Estados de EE. UU.), Existen algunas circunstancias especiales relacionadas con los acuerdos de confidencialidad y cláusula de no competencia s. Los tribunales y la legislatura de California han señalado que generalmente valoran más la movilidad y el espíritu empresarial de un empleado que la doctrina proteccionista.

### India
El uso de acuerdos de confidencialidad está aumentando en India y se rige por la Indian Contract Act 1872. El uso de un NDA es crucial en muchas circunstancias, como vincular a los empleados que están desarrollando tecnología patentable si el empleador tiene la intención de solicitar una patente. Los acuerdos de confidencialidad se han vuelto muy importantes a la luz de la floreciente industria de subcontratación de la India. En la India, se debe sellar un NDA para que sea un documento ejecutable válido.

### Reino Unido
En  Gran Bretaña, además del uso para proteger los secretos comerciales, las NDA a menudo se usan como condición para un acuerdo financiero en un intento de silenciar a los empleados que denuncian actos ilícitos de sus antiguos empleadores. Existe  ley que permite la divulgación protegida a pesar de una NDA, aunque los empleadores a veces intimidan al antiguo empleado en silencio a pesar de esto.